# Schleswig-Holstein-Sonderburg-Glücksburg (Norvegia)
Il Casato di Schleswig-Holstein-Sonderburg-Glücksburg-Norvegia è la casa reale che regna sulla Norvegia dal 1905, anno dell'ascesa al trono del re Haakon VII. Il suo attuale capo è Harald V dal 1991. 

## Storia
Il 26 ottobre 1905, dopo lo scioglimento dell'unione tra Norvegia e Svezia, la Svezia riconobbe la Norvegia come una monarchia costituzionale e indipendente. Allora il Governo norvegese si mise alla ricerca di un principe europeo che fosse idoneo nel ricoprire la carica di re di Norvegia.
Venne favorito il principe Carlo di Danimarca, figlio del re Federico VIII, per la sua ascendenza norvegese, per il fatto che avesse già un figlio e per la stretta parentela che lo legava alla più prestigiosa famiglia reale britannica, in quanto genero del re Edoardo VII.
Prima di accettare il trono, considerando la questione sulla forma di governo, il suo temperamento democratico lo portò a richiedere un referendum, in cui i norvegesi avrebbero deciso se restare in una monarchia o trasformarsi in un paese repubblicano.
Con il referendum del 12-13 novembre, la monarchia vinse con una maggioranza del 79%. Il 25 novembre Carlo arrivò in Norvegia e giurò due giorni dopo con il nome di Haakon VII: il ramo danese degli Schleswig-Holstein-Sonderburg-Glücksburg era ufficialmente salito al trono norvegese.

## Sovrani
1. Haakon VII (1905-1957);
2. Olav V (1957-1991);
3. Harald V (dal 1991).

## Tavola genealogica
| Haakon VII - *1872 †1957 ⚭ Maud del Galles - *1869 †1938 |  |                                                                       |  |                                                                   |
|                                                          |  | Olav V - *1903 †1991 ⚭ Marta di Svezia - *1901 †1954                  |  |                                                                   |
|                                                          |  |                                                                       |  |                                                                   |
|                                                          |  |                                                                       |  | Ragnhild - *1930 †2012 ⚭ Erling Lorentzen - *1923 †2021           |
|                                                          |  |                                                                       |  |                                                                   |
|                                                          |  |                                                                       |  | Haakon - *1954 ⚭ Martha Carvalho de Freitas - *1958               |
|                                                          |  |                                                                       |  |                                                                   |
|                                                          |  |                                                                       |  | Olav Alexander - *1985 ⚭ Ingrid Kraus de Andrade Nogueira - *1988 |
|                                                          |  |                                                                       |  |                                                                   |
|                                                          |  | Christian Frederik - *1988 ⚭ Mariah de Oliveira Pedrosa - *1991       |  |                                                                   |
|                                                          |  |                                                                       |  |                                                                   |
|                                                          |  | Sophia Anne - *1994                                                   |  |                                                                   |
|                                                          |  |                                                                       |  |                                                                   |
|                                                          |  | Ingeborg - *1957 ⚭ Paulo César Ribeiro Filho - *1956                  |  |                                                                   |
|                                                          |  |                                                                       |  |                                                                   |
|                                                          |  |                                                                       |  | Victoria Ragna - *1988 ⚭ Felipe Sampaio Octaviano Falcão - *1988  |
|                                                          |  |                                                                       |  |                                                                   |
|                                                          |  |                                                                       |  | Frederik Sven - *2016                                             |
|                                                          |  |                                                                       |  |                                                                   |
|                                                          |  | Alice Eva - *2022                                                     |  |                                                                   |
|                                                          |  |                                                                       |  |                                                                   |
|                                                          |  | Ragnhild Alexandra - *1968 ⚭ Aaron Matthew Long - *1966               |  |                                                                   |
|                                                          |  |                                                                       |  |                                                                   |
|                                                          |  |                                                                       |  | Alexandra Joyce - *2007                                           |
|                                                          |  |                                                                       |  |                                                                   |
|                                                          |  | Elizabeth Patricia - *2011                                            |  |                                                                   |
|                                                          |  |                                                                       |  |                                                                   |
|                                                          |  | Astrid - *1932 ⚭ Johan Ferner - *1927 †2015                           |  |                                                                   |
|                                                          |  |                                                                       |  |                                                                   |
|                                                          |  |                                                                       |  | Cathrine - 1962 ⚭ Arild Johansen - *1961                          |
|                                                          |  |                                                                       |  |                                                                   |
|                                                          |  |                                                                       |  | Sebastian - *1990                                                 |
|                                                          |  |                                                                       |  |                                                                   |
|                                                          |  |                                                                       |  | Nicoline - *2019                                                  |
|                                                          |  |                                                                       |  |                                                                   |
|                                                          |  | Ferdinand - *2021                                                     |  |                                                                   |
|                                                          |  |                                                                       |  |                                                                   |
|                                                          |  | Madeleine - *1993 ⚭ Ole Aleksander Skjønhaug Karlsen - *1987          |  |                                                                   |
|                                                          |  |                                                                       |  |                                                                   |
|                                                          |  | Benedikte - 1963 1 ⚭ Rolf Woods - *1963 2 ⚭ Mons Einar Stange - *1962 |  |                                                                   |
|                                                          |  |                                                                       |  |                                                                   |
|                                                          |  | Alexander - *1965 ⚭ Margrét Gudmundsdóttir - *1966                    |  |                                                                   |
|                                                          |  |                                                                       |  |                                                                   |
|                                                          |  |                                                                       |  | Edward - *1996                                                    |
|                                                          |  |                                                                       |  |                                                                   |
|                                                          |  | Stella - *1998                                                        |  |                                                                   |
|                                                          |  |                                                                       |  |                                                                   |
|                                                          |  | Elisabeth - *1969 ⚭ Tom Folke Beckmann - *1963                        |  |                                                                   |
|                                                          |  |                                                                       |  |                                                                   |
|                                                          |  |                                                                       |  | Benjamin - *1999                                                  |
|                                                          |  |                                                                       |  |                                                                   |
|                                                          |  | Carl-Christian * 1972 ⚭ Anna-Stina Slattum Karlsen - *1984            |  |                                                                   |
|                                                          |  |                                                                       |  |                                                                   |
|                                                          |  |                                                                       |  | Fay - *2018                                                       |
|                                                          |  |                                                                       |  |                                                                   |
|                                                          |  | Fam - *2021                                                           |  |                                                                   |
|                                                          |  |                                                                       |  |                                                                   |
|                                                          |  | Harald V - *1937 ⚭ Sonja Haraldsen - *1937                            |  |                                                                   |
|                                                          |  |                                                                       |  |                                                                   |
|                                                          |  |                                                                       |  | Marta Luisa - *1971 ⚭ Ari Behn - *1972 †2019                      |
|                                                          |  |                                                                       |  |                                                                   |
|                                                          |  |                                                                       |  | Maud Angelica - *2003                                             |
|                                                          |  |                                                                       |  |                                                                   |
|                                                          |  | Leah Isadora - *2005                                                  |  |                                                                   |
|                                                          |  |                                                                       |  |                                                                   |
|                                                          |  | Emma Tallulah - *2008                                                 |  |                                                                   |
|                                                          |  |                                                                       |  |                                                                   |
|                                                          |  | Haakon - *1973 ⚭ Mette-Marit Tjessem Høiby - *1973                    |  |                                                                   |
|                                                          |  |                                                                       |  |                                                                   |
|                                                          |  |                                                                       |  | Ingrid Alexandra - *2004                                          |
|                                                          |  |                                                                       |  |                                                                   |
|                                                          |  | Sverre Magnus - *2005                                                 |  |                                                                   |
|                                                          |  |                                                                       |  |                                                                   |